# Le Mesnil-Robert
Le Mesnil-Robert (lə mɛ.nil.ʁɔ.bɛʁⓘ) es una comuna francesa situada en el departamento de Calvados, en la región de Normandía.

## Demografía
| 171 | 161 | 151 | 133 | 146 | 158 | 186 |
| Para los censos de 1962 a 1999 la población legal corresponde a la población sin duplicidades (Fuente: INSEE [Consultar]) |     |     |     |     |     |     |